# Arnold Böcklin
Arnold Böcklin (Basileia, 16 de outubro de 1827 – Fiesole, 16 de janeiro de 1901) foi um pintor suíço enquadrado no movimento artístico do Simbolismo, de grande influência no posterior movimento surrealista.

## Vida e arte
Estudou na Academia de Belas Artes de Düsseldorf com Schirmer, onde conheceu a Ludwig Andreas Feuerbach. Schirmer, que reconheceu nele um estudante excepcionalmente prometedor, mandou-o para Antuérpia e Bruxelas, onde ele copiou as obras de mestres flamengos e holandeses. Böcklin, foi então para Paris, onde trabalhou no Louvre e pintou diversas paisagens. Embora começasse como um pintor de paisagens, nas suas viagens a Bruxelas, Zurique, Gênova e Roma entrou em contato com a arte renascentista e com a atmosfera do Mediterrâneo, que o conduziu a uma inclusão de figuras mitológicas e alegóricas na sua obra.
Em 1866 residiu em Basileia, em 1871 em Munique, em 1885 em Hottingen (Suíça) e no final da sua vida em Fiesole, perto de Florença. Influenciado pelo romantismo, mantendo muitos nexos com a obra de Caspar David Friedrich e assim netamente simbolista, mas dentro do estilo da Art Nouveau, as suas obras bosquejam figuras fantásticas, mitológicas, sob construções provenientes da arquitetura clássica (que revelam frequentemente uma obsessão com a morte), criando um mundo estranho, de fantasia.
Böcklin é conhecido, sobretudo, pelas suas cinco versões da ilha dos mortos, que em parte evoca o Cemitério inglês de Florença, perto do seu estudo e onde enterrara a sua filha pequena Maria.

## Legado
Böcklin exerceu a sua influência sobre os pintores surrealistas como Max Ernst e Salvador Dalí, e sobre Giorgio de Chirico. Otto Weisert desenhou um tipo de letra Art Nouveau em 1904 e denominou-o "Arnold Böcklin" na sua honra. O design usa rizomas que penduram de muitas das letras maiúsculas e ao longo da parte superior das minúsculas v até e.
O tipo de letra "Böcklin" foi mais tarde objeto de apropriação pelo movimento hippie. A sua influência pode ser vista também na obra de ilustradores da década de 1970 como Roger Dean. O artista stuckista Paul Harvey também usa este tipo de letra na sua obra.
As pinturas de Böcklin, em especial A ilha dos mortos, foram fonte de inspiração para vários compositores tardo-românticos. Rachmaninov e Heinrich Schülz-Beuthen compuseram poemas sinfônicos inspirados por ela, e em 1913 Max Reger compôs um conjunto de Quatro poemas tonais segundo Böcklin dos quais o terceiro movimento é A ilha dos mortos (Os outros são O ermitão tocando o violino, O jogo das ondas e Bacanal).

## Galeria

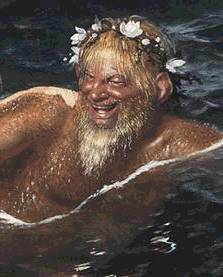
O jogo das ondas (pormenor), 1883, óleo sobre tela,Neue Pinakothek de Munique
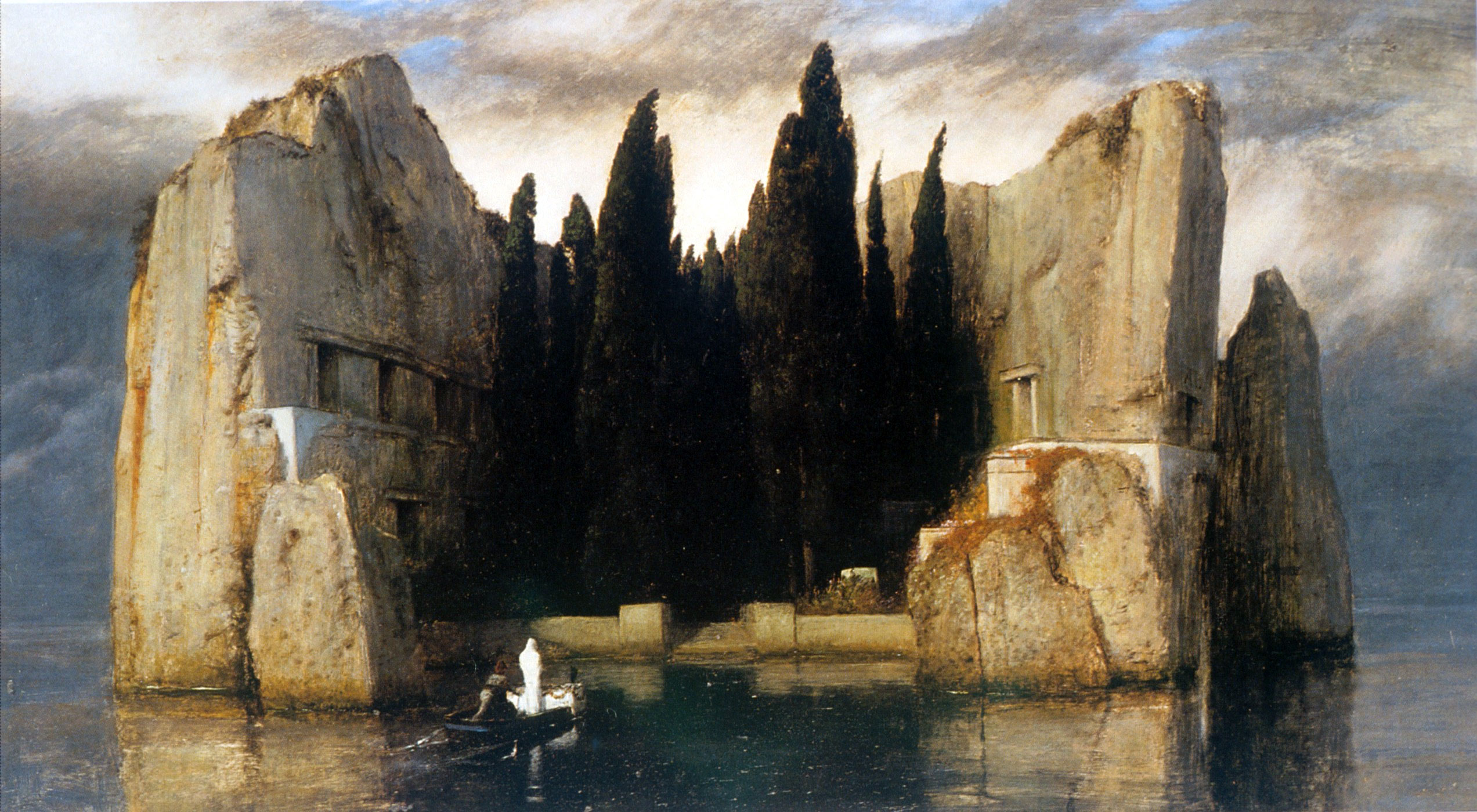
A ilha dos mortos, óleo sobre tela
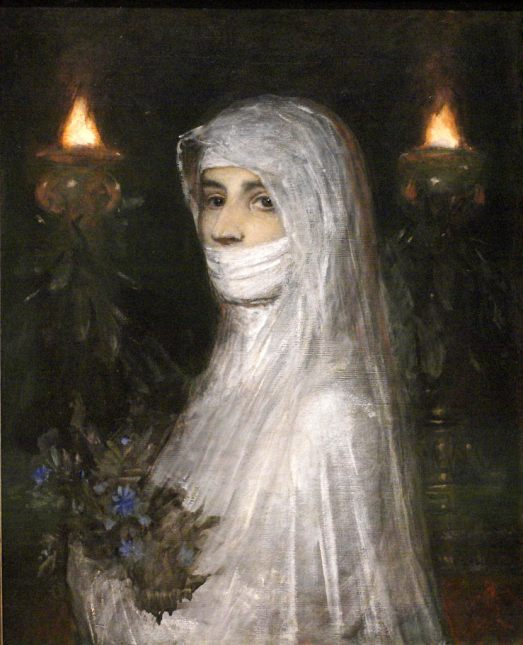
Vestal, 1874, óleo sobre tela
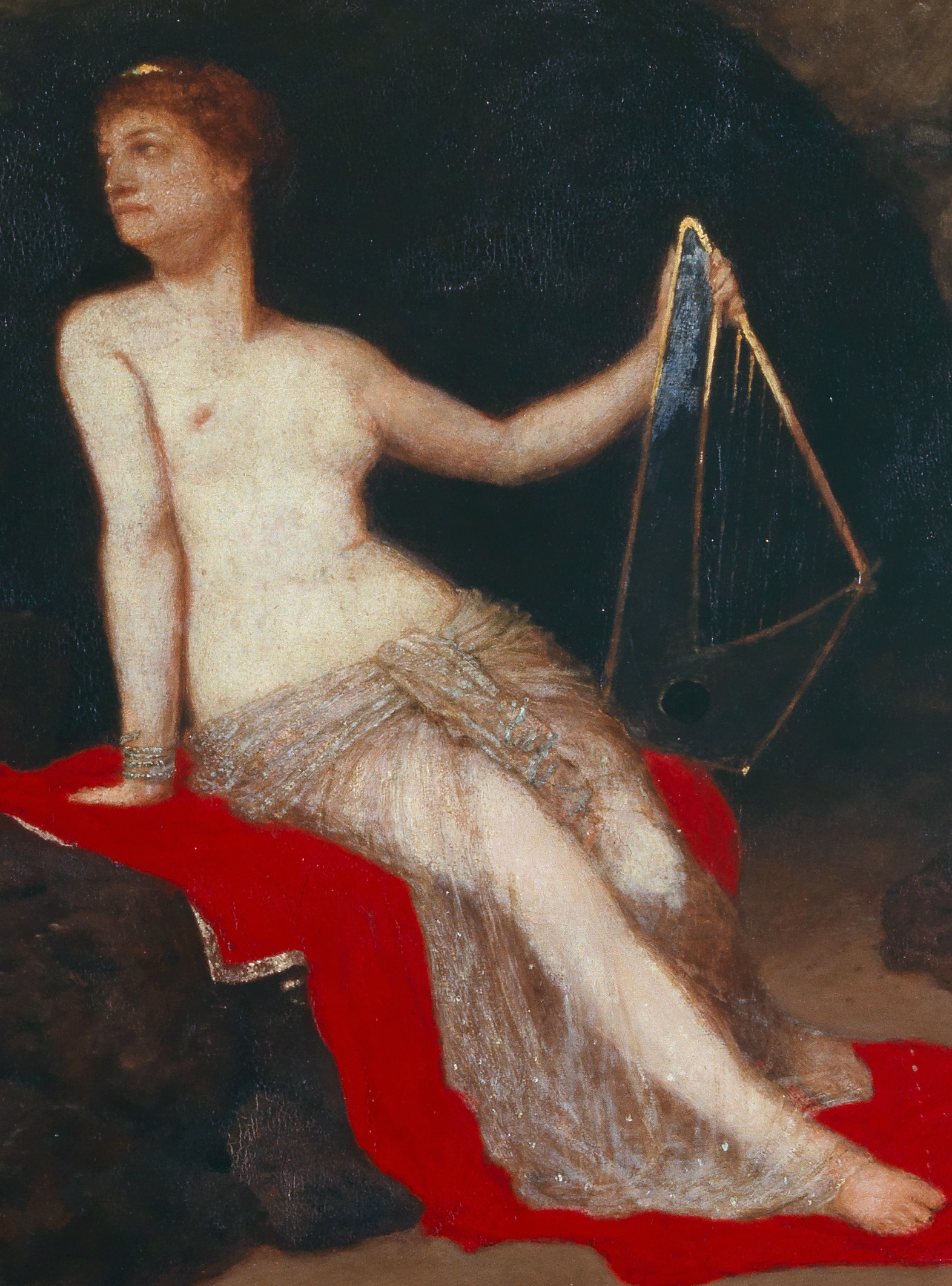
Ulysses and Calypso, 1882, óleo sobre madeira de mogno